# Iran Khodro
Iran Khodro Industrial Group (IKCO) (pers. ایران خودرو) – największy irański producent samochodów; „khodro” znaczy po persku „samochód”; spółka wytwarza pojazdy na rynek wewnętrzny, a także na eksport.

## Historia firmy
Została założona w sierpniu 1962 roku przez braci Ahmada i Mahmoud Khayami. Pierwotnie do irańskiej rewolucji islamskiej z 1979 roku nosiła nazwę „Irannational”. Od 1963 roku produkowała na licencji firmy Mercedes-Benz samochody dostawcze, mikrobusy i autobusy. W lutym 1967 roku rozpoczęto produkcję sedana Paykan 1600 na brytyjskiej licencji Hillmann Hunter. Model ten powstawał do 2005 roku. Od 1969 roku powstawała jego odmiana użytkowa Paykan 1600 Pick-up. W 1980 roku firma przyjęła nazwę Iran Khodro. W 1999 roku przejęto 63% akcji firmy Khavar, zmieniając jej nazwę na Iran Khodro Diesel Co.. 
W 1988 roku zawarto umowę z koncernem PSA, na mocy której w 1990 roku rozpoczęto produkcję modelu Peugeot 405 GLX/GLI. Model ten był napędzany silnikiem o pojemności 1,8 dm³. W 1998 roku rozpoczęto produkcję odmiany Peugeot 405 Station Wagon. W 1996 roku rozpoczęto produkcję modelu Peugeot 405 1600 RD z silnikiem z modelu Paykan 1600. W 1999 roku rozpoczęła się produkcja modelu Peugeot Pars, do 2001 roku zwanego 405 Persia. Otrzymał on odświeżone stylistycznie nadwozie. W maju 2001 roku rozpoczęto produkcję modelu Peugeot 206 z silnikami o pojemności 1,4 dm³ oraz 1,6 dm³. W 2006 roku rozpoczęła się produkcja modelu Peugeot 206 SD/206 Sedan z silnikami o pojemności 1,4 dm³ oraz 1,6 dm³.
W lutym 2001 roku rozpoczęła się produkcja przedstawionego rok wcześniej oryginalnego modelu Samand. Wcześniej był on nazywany X7. Napędzany jest silnikiem Peugeot o pojemności 1,8 dm³. Latem 2006 roku wprowadzono zrestylizowany, luksusowy model Samand LX. W 2004 roku zaprezentowano model Samand Sarir, czyli przedłużony o 30 cm model Samand.
Firma produkuje rocznie ponad pół miliona samochodów. Przykładowo w 2004 roku powstało 495 341 szt. samochodów osobowych i 22 081 szt. dostawczych.

## Produkty Iran Khodro
- Paykan (wycofany z produkcji)
- Samand
- Sarir
- Soren
- Samand LX
- Peugeot 206
- Peugeot 206 SD
- Peugeot 405
- Peugeot Pars
- Peugeot ROA
- Renault Tondar 90 – od 2009 jako SAIPA Logan

## Galeria

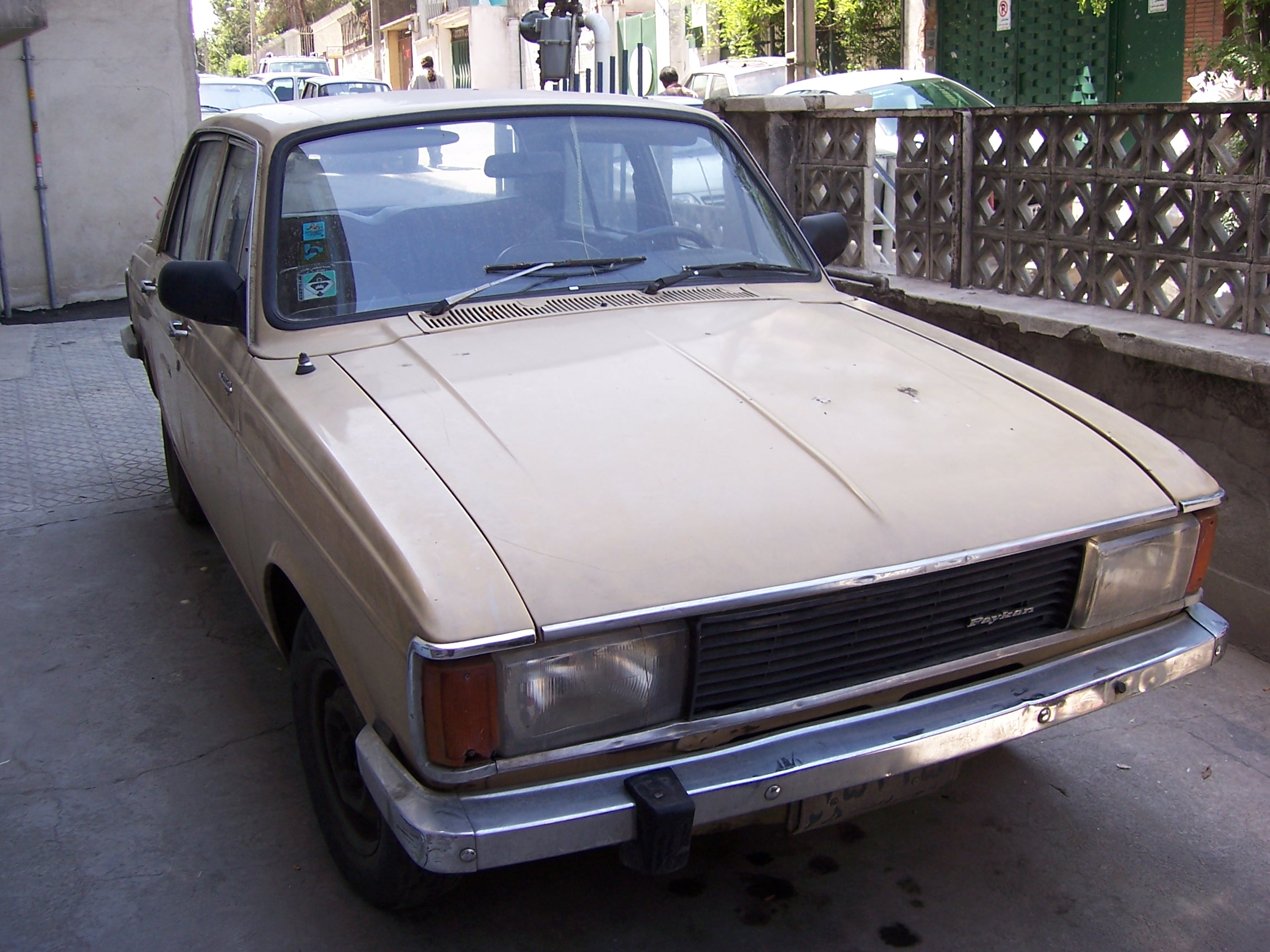
Paykan
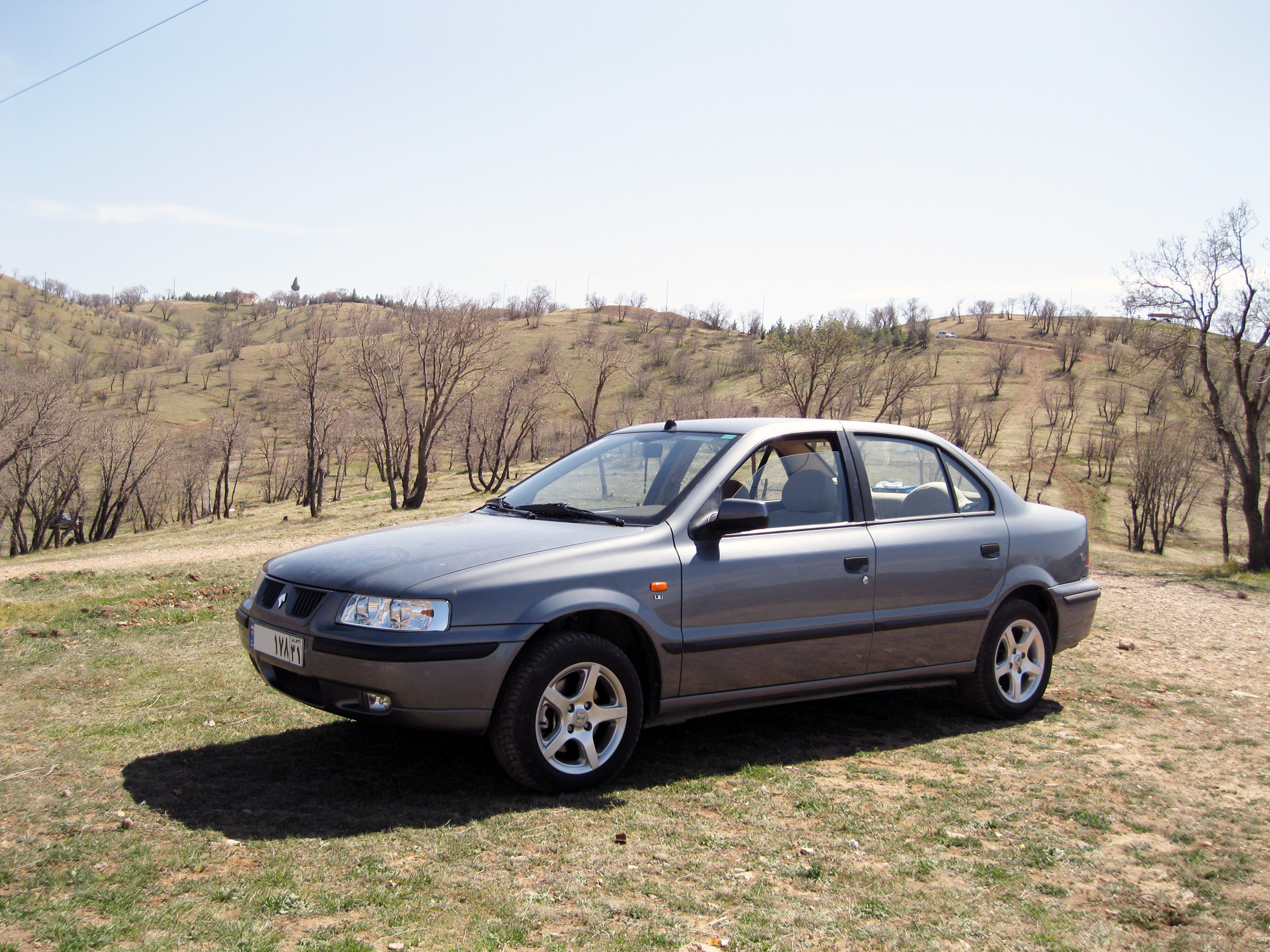
Samand
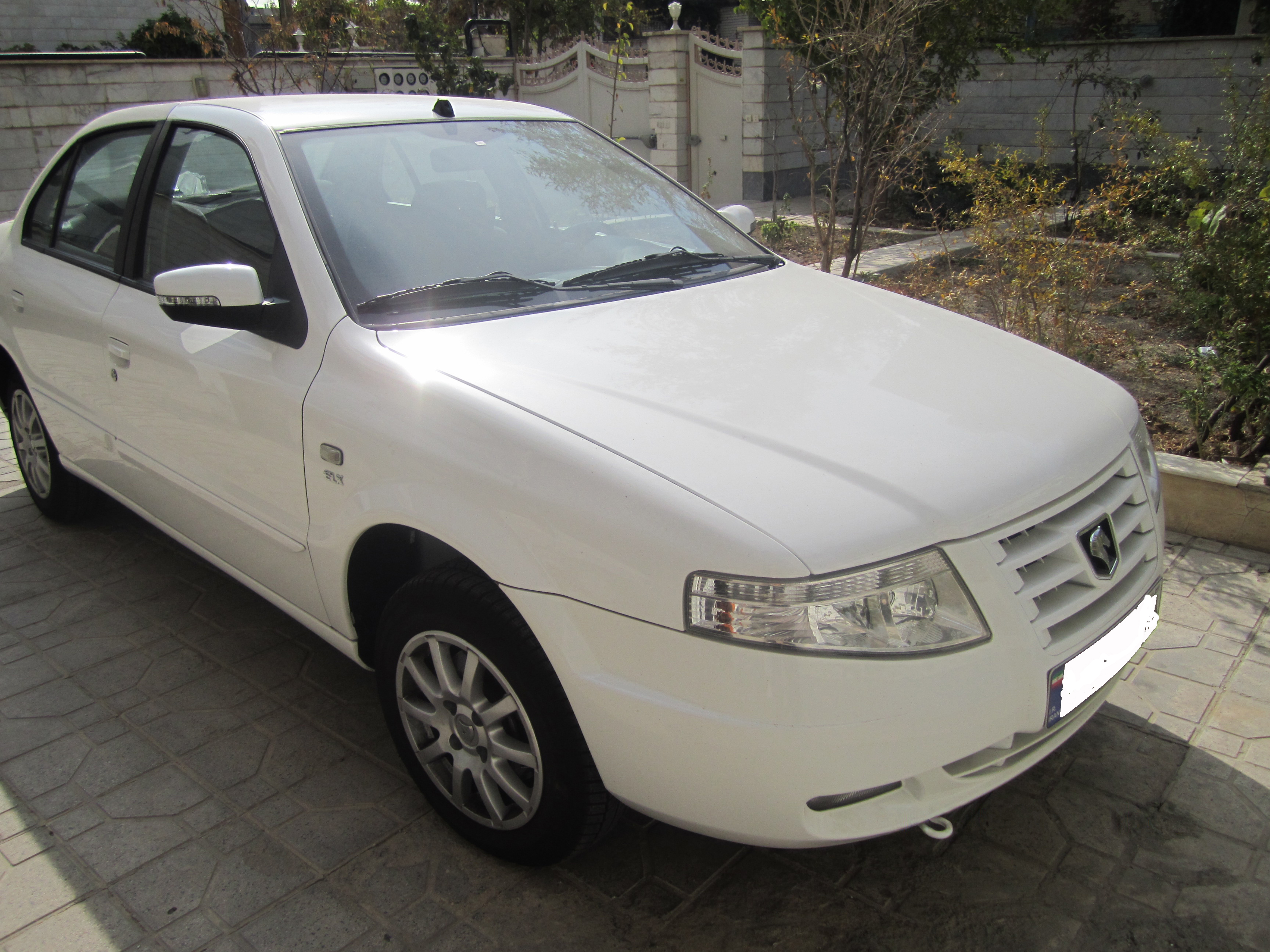
Soren
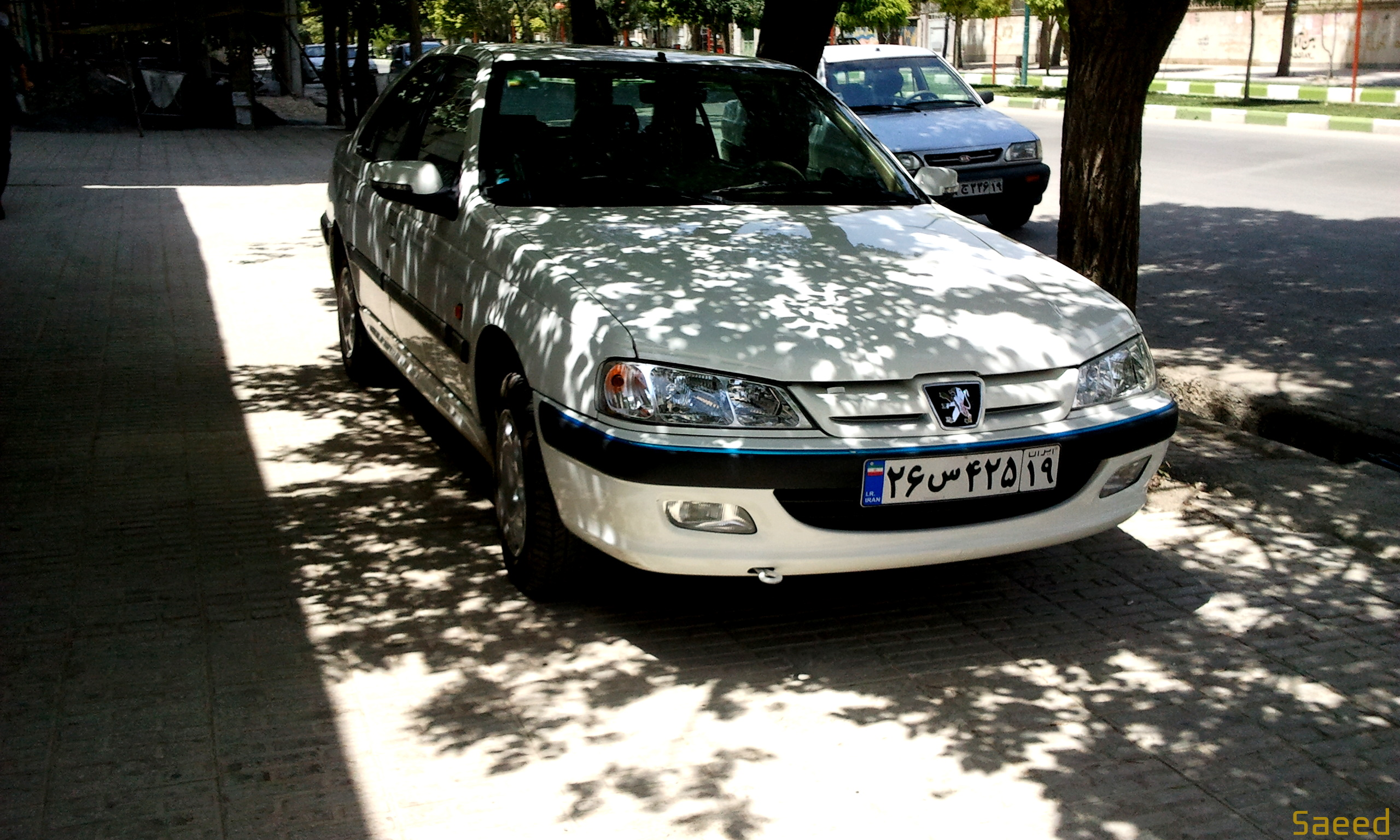
Peugeot Pars